# Карта поляка

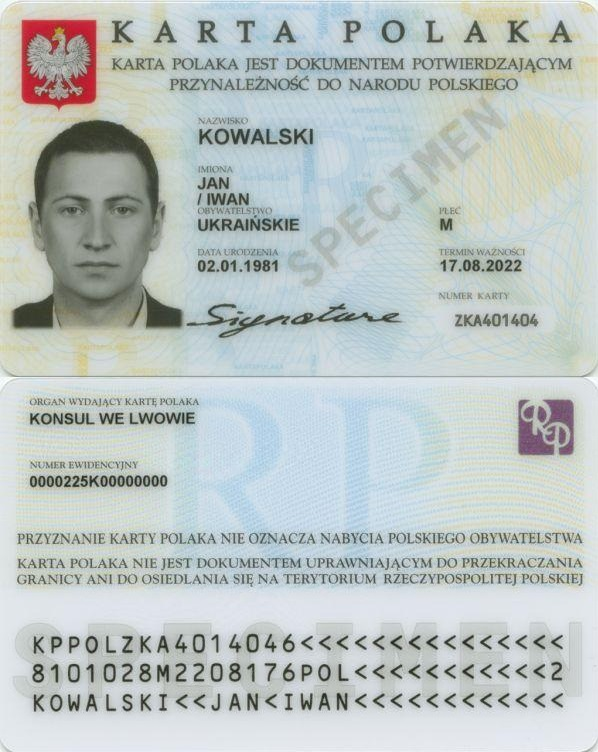
Карта поляка

Карта поляка — документ, який підтверджує приналежність особи до польського народу поза межами історичної батьківщини. Власникові Карти поляка належать права, визначені законом від 07 вересня 2007 року про Карту поляка, ухваленого Сеймом Республіки Польща 7 вересня 2007 року. Метою вважається необхідність підтримки польських громадян і їх нащадків у країнах, утворених після розпаду СРСР.
|                                                                                              | Для Польщі «карта поляка» — перш за все моральна компенсація для колишніх громадян Польщі, для тих людей, які відчули себе поляками, у яких в радянські часи було складне життя через те, що вони визнавали себе поляками |
| — Конрад Павлик, посол Республіки Польща в Мінську, "Європейське радіо для Білорусі" via BBC | |

Конституційний суд Республіки Білорусь у 2011 році заявив, що польський закон від 07 вересня 2007 року про Карту поляка суперечить нормам міжнародного права.

## Право на карту
Карта поляка видається особі, яка стверджує свій зв‘язок з польським народом, а також підпадає під наступні критерії:
1) виявить свій зв‘язок з польськістю, через, принаймні, базовий рівень володіння польською мовою;
2) в присутності консула (або у визначених випадках - воєводи) підпише декларацію про приналежність до польського народу;

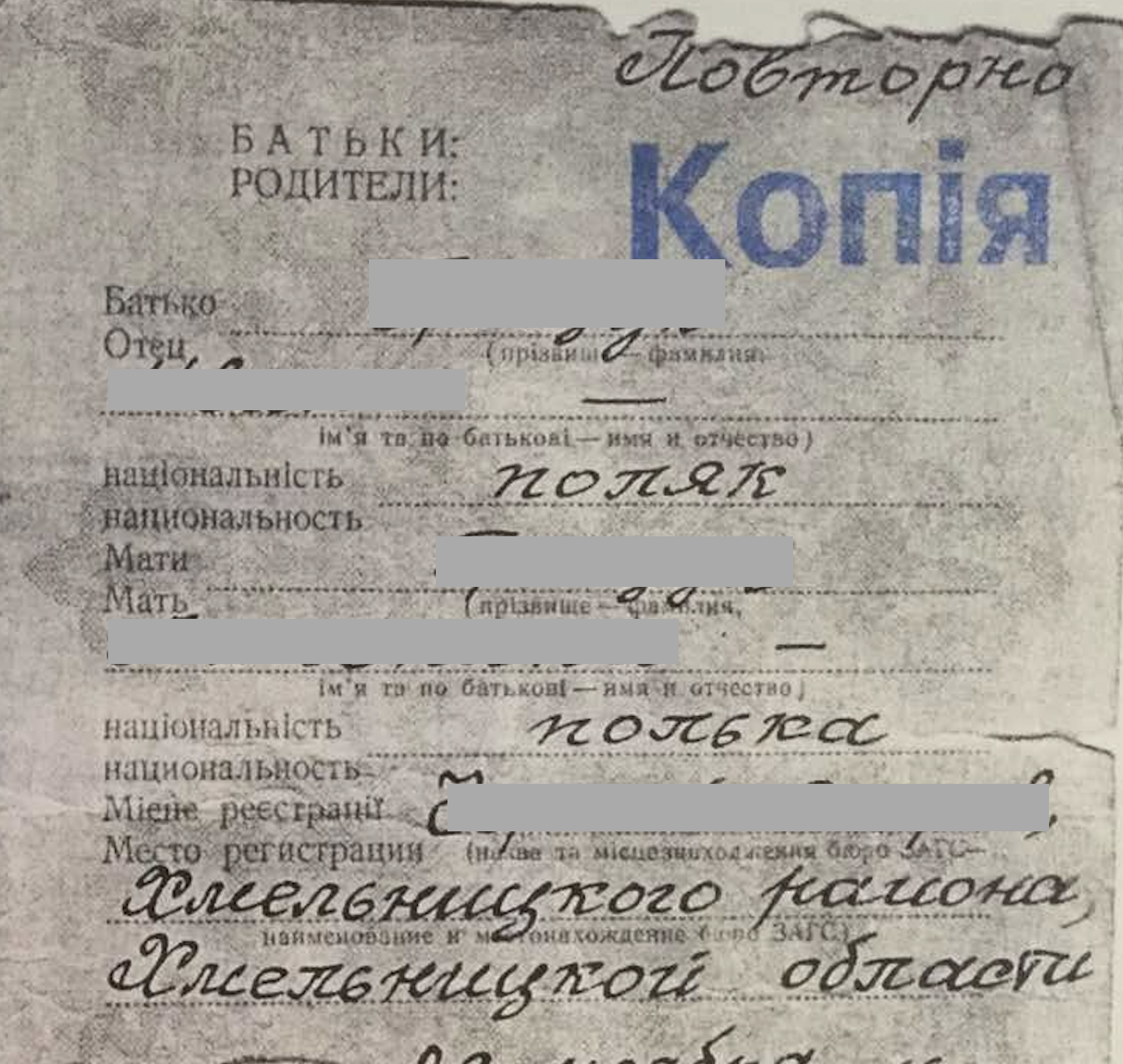
Свідоцтво про народження із зазначенням польської національності

3) підтвердить польську національність, шляхом надання документів, що засвідчують польську національність, батька, або мати, або баби, або діда, або прабаби та прадіда (разом), або надасть письмове підтвердження польської (або полонійної) організації, яке підтверджує активну діяльність в просуванні та популяризації польської культури та польської мови, протягом останніх 3 років;
4) підтвердить, що її пращури не були репатріовані, на підставі репатріаційних угод, укладених між Республікою Польща або Польською Народною Республікою з Українською РСР, Білоруською РСР, Литовською РСР або СРСР.
У період з 2008 по 2019 рік, Карти видавалися лише громадянам держав, які раніше входили до складу СРСР. З 2019 року Карта поляка може бути видана будь-якій особі, незалежно від громадянства, у тому числі, особі без громадянства.
Також Карта поляка може бути видана особі, чиє польське походження було встановлено відповідно до вимог закону від 09 листопада 2000 року про репатріацію, за умови, щонайменше, базового рівня володіння польською мовою.

## Права власника Карти поляка
Власник Карти поляка має право:
- працювати на території Республіки Польща без необхідності отримання дозволу на роботу;
- провадити підприємницьку діяльність на території Республіки Польща на тих же самих засадах, що й громадяни Республіки Польща;
- користуватися освітніми послугами на території Республіки Польща на всіх рівнях на безоплатній основі, на тих же підставах, що й громадяни Республіки Польща, зі збереженням права участі у стипендіальних програмах для іноземців та отримання фінансової (соціальної) допомоги для іноземців;
- користування послугами екстреної медичної допомоги, у невідкладних випадках, на тих же підставах, що й громадяни Республіки Польща;
- пільги у розмірі 37% на квитки у залізничному транспорті Республіки Польща;
- безкоштовного відвідування державних музеїв у Республіці Польща;
- на консульську допомогу;
- отримання багаторазової візи типу "D";
- на звільнення від консульських оплат за прийняття заявки та опрацювання документів, у справі про надання польського громадянства;
- отримання дозволу на постійне проживання у Республіці Польща;
- отримання фінансової допомоги, для осіб, які заявили про надання дозволу на постійне проживання у Республіці Польща.

Відповідно до чинного законодавства Республіки Польща, особи, які отримали дозвіл на постійне проживання у Республіці Польща, на підставі Карти поляка, через рік, з дати отримання такого дозволу, мають право отримати громадянство Республіки Польща. Крім того, у період адаптації вони зможуть звертатися по фінансову допомогу від держави з метою оренди житла, вивчення польської мови чи навчання на професійних курсах.

## Цифри
За даними Міністерства внутрішніх справ Республіки Польща з березня 2008 року до 30 червня 2018 року, уповноваженими посадовими особами було прийнято 253 455 заявок про надання, подовження дії або видання дублікату Карти поляка.
Станом на червень 2018 року, Міністерство внутрішніх справ Республіки Польща надає наступні дані, щодо кількості осіб польської національності та кількості наданих Карт поляка:
| Держава   | Кількість поляків | Кількість прийнятих заявок про надання Карти поляка |
| --------- | ----------------- | --------------------------------------------------- |
| Україна   | 144 130 осіб      | 109 000 заявок                                      |
| Білорусь  | 294 549 осіб      | 119 000 заявок                                      |
| Литва     | 200 317 осіб      | 7 000 заявок                                        |
| Росія     | 73 001 осіб       | 6 000 заявок                                        |
| Латвія    | 44 783 осіб       | 1 900 заявок                                        |
| Казахстан | 34 057 осіб       | 3 000 заявок                                        |

Станом на 2016 рік у світі видано 160 тис. таких карт, з яких в Україні — близько 70 тис..
До 2013 року найбільше карт видавалося саме громадянам України, згодом — Білорусі.
Станом на 2017 рік українцям видали 101 тис. 937 карт, білорусам 120 тис., росіянам 6 тис., понад 3 тис. — громадянам Казахстану, понад 1,7 тис. — Молдови, 605 — Узбекистану, 132 — Азербайджану, 95 — Вірменії, 65 — Туркменістану. Якщо в 2008—2015 роках українцям видавалася 8-10 тис. карт за рік, то в 2016-17 роках ця кількість зросла до 13 тис., а вже в першому півріччі 2018 року було отримано понад 7.2 тис. заяв. За всі ці роки 1248 громадянам України відмовили у карті поляка.